# (612732) 2003 YQ179
(612732) 2003 YQ179, também escrito como (612732) 2003 YQ179, é um corpo menor que está localizado no disco disperso, uma região do Sistema Solar. Ele possui uma magnitude absoluta de 6,8 e tem um diâmetro estimado de 192 quilômetros.

## Descoberta
(612732) 2003 YQ179 foi descoberto no dia 24 de dezembro de 2003.

## Órbita
A órbita de (612732) 2003 YQ179 tem uma excentricidade de 0,585 e possui um semieixo maior de 89,659 UA. O seu periélio leva o mesmo a uma distância de 37,246 UA em relação ao Sol e seu afélio a 142 UA.